# Монтаньи, Франк
Франк Монтаньи́ (фр. Franck Montagny, 5 января 1978, Фёр) — французский автогонщик, участник чемпионата мира по автогонкам в классе Формула-1. Двукратный чемпион Мировой серии Ниссан (2001, 2003).

## Биография

### Ранняя карьера
В 1988 году начал заниматься картингом. В 1992 году победил в чемпионате Франции в классе Кадет, а на следующий год в классе Национальный 1.
В 1994 году перешёл во Французскую Формулу-Рено-Кампус и стал победителем чемпионата. Следующие два года провёл в Формуле-Рено, где стал четвёртым (лучший результат новичка в сезоне) и шестым (пропустив половину сезона из-за травмы, полученной в Ле-Мане).

### Формула-3
В 1997 году перешёл во французскую Формулу-3 в команду La Filière Martini и занял по итогам чемпионата четвёртое место.
В 1998 году стал вице-чемпионом Франции по автогонкам в классе Формула-3. Он постоянно опережал давнего товарища по команде Себастьена Бурдэ и закончил сезон с 9 поул-позициями и 10 победами в 22 гонках, заняв второе место после Давида Селенса. В том же 1998 году стартовал в Ле-Мане.

### Формула-3000 и спорткары
В 1999 Монтаньи перешёл в Международную Формулу-3000 в команду DAMS. В том сезоне он завоевал 1 подиум в Хунгароринге и занял 12-е место с 6 очками, а в следующем сезоне — 15-е место с 5 очками.
В 2001 году, дебютировав в Мировой серии Ниссан в составе команды Epsilon by Graff, в первый же год выиграл чемпионат, победив в 8 гонках из 16 и опередив Томаса Шектера. На следующий год в составе Racing Engineering стал вице-чемпионом, уступив Рикардо Зонте. Он также занял 6-е место в суточном автомарафоне в Ле-Мане, выступая за команду Oreca.

### Формула-1

#### Renault и Jordan
В 2003 году Монтаньи повторил свой успех в Мировой серии Ниссан в составе команды Gabord Competicion, одержав 9 побед и опередив Хейки Ковалайнена. Это позволило ему принять участие в тестах команды «Рено», по результатам которых был заключён контракт на участие в качестве тест-пилота в 2003 году и запасного гонщика в 2004—2005 годах. Во время пятничной свободной практики на Гран-при Европы 2005 года Монтаньи, выступая за «Джордан», показал лучшее время, чем боевые пилоты команды Нараин Картикеян и Тьягу Монтейру.
В середине 2004 года в рамках своих обязанностей в Renault F1 Монтаньи стал главным пилотом по тестированию и разработке новой серии GP2, которую планировалось оснащать двигателями Renault. Монтаньи стал первым гонщиком, который сел за руль автомобиля. Затем он вместе с Аланом Макнишем проводил тестирование до того, как серия GP2 была официально запущена в 2005 году. Во многом успех чемпионата и управляемость автомобиля были заслугой Монтаньи. Это было подтверждено в начале сезона 2006 года, когда Монтаньи был привлечён к тестированию для новой команды FMS International, чтобы помочь в освоении автомобиля, на Трассе имени Рикардо Тормо в Валенсии, где Монтаньи проехал сотни кругов во время тестов Renault F1.

#### Super Aguri

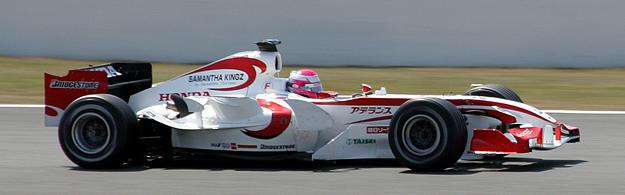
Монтатьи выступает за Супер Агури на Гран-при Франции 2006 года.

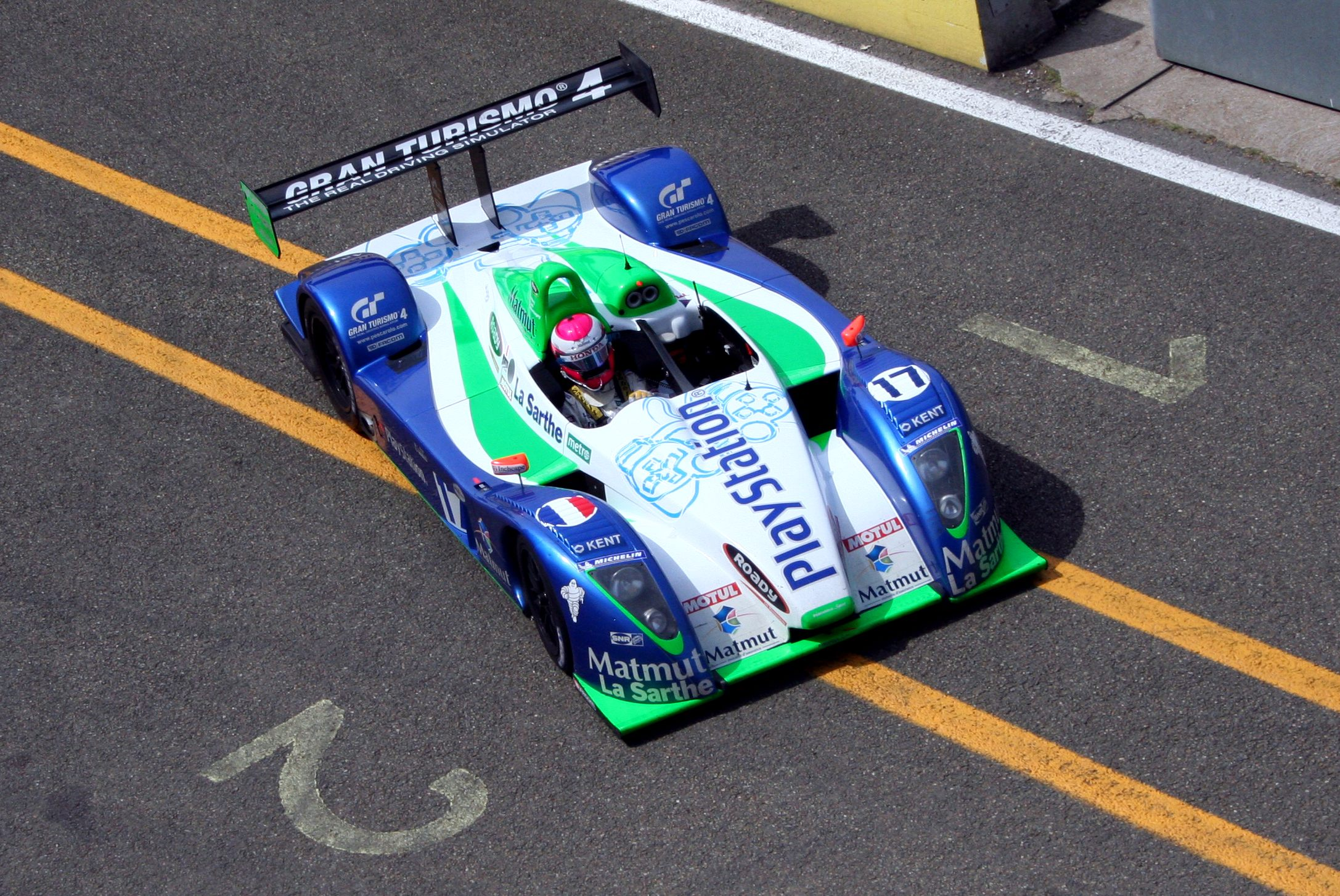
Монтаньи управляет автомобилем Pescarolo Sport во время свободной практики 24 часов Ле-Мана 2006 года.

В 2006 году стал тест-пилотом команды Супер Агури, но уже в мае был допущен к участию в гонках после того, как Юдзи Идэ был отстранён от соревнований, переведён в тест-пилоты, а затем и вовсе лишён суперлицензии. Монтаньи дебютировал 7 мая на Гран-при Европы, став последним в квалификации и сойдя с дистанции из-за проблем с гидравликой. В следующей гонке он тоже не смог финишировать: выиграв три места на старте, Монтаньи сошёл через 10 кругов из-за механических проблем. И только с третьей попытки он добрался до финиша в Монако на 16-м месте с отставанием в три круга от лидера гонки.
В промежутке между Гран-при Великобритании и Гран-при Канады Монтаньи принял участие в гонке «24 часа Ле-Мана» за команду Pescarolo Sport, где занял второе место, уступив только Audi. Он стал первым действующим пилотом Формулы-1, выступившим в суточном автомарафоне, после Бертрана Гашо в 1994 году.
12 июля было объявлено, что Монтаньи начиная с Гран-при Германии заменит Сакон Ямамото. Монтаньи смог вернуться в к обязанностям тест-пилота только в Турции, когда во время летнего перерыва было подготовлено третье шасси.

#### Toyota
В сентябре 2006 год провел тесты для Тойоты в Сильверстоуне. Через месяц команда подтвердила, что Монтаньи в сезоне 2007 года станет тест-пилотом, так как из неё ушли Оливье Панис и Рикардо Зонта. После тестов на трассе Каталунья в ноябре 2007 года он покинул команду. Монтаньи сохранял интерес к участи в гонках Формулы-1. В частности, он вёл переговоры с командой Рено для участия в сезоне 2010 года, но контракт был подписан с Виталием Петровым.

### После Формулы-1
В 2007-2008 годах принимал участие в серии А1 Гран-при.
Гран-при Лонг-Бич 2008 года, заключительная гонка истории серии Champ Car, стала первой для Монтаньи гонкой в Соединённых Штатах. В ней он финишировал вторым в 5 секундах позади Уилла Пауэра.
В июне Монтаньи занял вместе с Рикардо Зонтой и Кристианом Клином занял третье место в Ле-Мане. В июле он дебютировал в Американской серии Ле-Ман на Северо-восточном Гран-при на трассе Lime Rock Park за рулем Acura ARX-01B.
В августе 2009 года на Гран-при Сономы Монтаньи провёл свою первую гонки в серии IndyCar.
В 2010 году Монтаньи провёл 6 этапов за «Бордо» в Суперлиге Формуле.
В мае 2014 года было объявлено, что Монтаньи станет пилотом Andretti Autosport в первом сезоне Формулы-E. В Пекине он занял второе место, в Путраджае — 15-е. На гонку в Пунта-дель-Эсте он был первоначально заявлен вместе с Жаном-Эриком Вернем, но затем неожиданно заменён на Мэттью Брэбэма, вместе с которым он провёл предыдущую гонку. Позже Монтаньи сам сообщил о причинах этой замены: в допинг-пробе, сданной в Путраджае, был обнаружен бензоилэкгонин, после чего он признал факт употребления кокаина, отказался от повторного исследования и покинул расположение команды. 29 марта 2015 года Монтаньи был дисквалифицирован на два года, начиная с 23 декабря 2014 года, а результат, показанный в еПри Путраджаи, был исключен из протокола. После отбытия дисквалификации Монтаньи вернулся в автоспорт в качестве репортёра и эксперта на французском телевидении.

## Результаты гонок в Формуле-1
| Легенда к таблице |                                                                    |
| --- | ------------------------------------------------------------------ |
| В таблице перечислены результаты всех Гран-при Формулы-1, в которых принимал участие гонщик. Строками таблицы являются сезоны, столбцами — этапы чемпионата мира. В каждой клетке указаны сокращённое название этапа и результат, дополнительно обозначенный цветом. Расшифровка обозначений и цветов представлена в нижеследующей таблице. |                                                                    |
| \| Пример \| Описание \| \| ------------ \| ------------------------------------------------------------------ \| \| 1 \| Победитель \| \| 2 \| Второе место \| \| 3 \| Третье место \| \| 5 \| Финишировал, заработав очки \| \| Сход \| Не финишировал, но при этом заработал очки \| \| 12 \| Финишировал, не получив очков \| \| НКЛ \| Финишировал, но не попал в финальную классификацию \| \| 15 \| Участвовал вне зачёта, либо по отдельной классификации \| \| 18 \| Не финишировал, но попал в финальную классификацию \| \| Сход \| Не финишировал \| \| НКВ \| Не прошёл квалификацию \| \| НПКВ \| Не прошёл предквалификацию \| \| ДСК \| Дисквалифицирован \| \| ИСК \| Исключён из протокола соревнований \| \| ТТ \| Заявлен для участия только в тренировках \| \| НС \| Участвовал в квалификации, но не стартовал в гонке \| \| Т \| Травмирован или болен \| \| ОТК \| Отказ от участия \| \| НТР \| Прибыл на соревнования, но на трассу не выезжал \| \| НПР \| Был заявлен в числе участников, но не прибыл к началу соревнований \| \| О \| Соревнования отменены \| \| \| Не участвовал \| \| Поул-позиция \| \| \| Быстрый круг \| \| |                                                                    |
| Пример | Описание                                                           |
| 1 | Победитель                                                         |
| 2 | Второе место                                                       |
| 3 | Третье место                                                       |
| 5 | Финишировал, заработав очки                                        |
| Сход | Не финишировал, но при этом заработал очки                         |
| 12 | Финишировал, не получив очков                                      |
| НКЛ | Финишировал, но не попал в финальную классификацию                 |
| 15 | Участвовал вне зачёта, либо по отдельной классификации             |
| 18 | Не финишировал, но попал в финальную классификацию                 |
| Сход | Не финишировал                                                     |
| НКВ | Не прошёл квалификацию                                             |
| НПКВ | Не прошёл предквалификацию                                         |
| ДСК | Дисквалифицирован                                                  |
| ИСК | Исключён из протокола соревнований                                 |
| ТТ | Заявлен для участия только в тренировках                           |
| НС | Участвовал в квалификации, но не стартовал в гонке                 |
| Т | Травмирован или болен                                              |
| ОТК | Отказ от участия                                                   |
| НТР | Прибыл на соревнования, но на трассу не выезжал                    |
| НПР | Был заявлен в числе участников, но не прибыл к началу соревнований |
| О | Соревнования отменены                                              |
| | Не участвовал                                                      |
| Поул-позиция |                                                                    |
| Быстрый круг |                                                                    |

| Сезон | Команда     | Шасси            | Двигатель | Ш | 1   | 2   | 3   | 4   | 5        | 6        | 7        | 8      | 9        | 10       | 11     | 12  | 13  | 14       | 15       | 16       | 17       | 18       | 19  | Место | Очки |
| ----- | ----------- | ---------------- | --------- | - | --- | --- | --- | --- | -------- | -------- | -------- | ------ | -------- | -------- | ------ | --- | --- | -------- | -------- | -------- | -------- | -------- | --- | ----- | ---- |
| 2003  | Рено        | Renault R23      | Рено      | M | АВС | МАЛ | БРА | САН | ИСП      | АВТ      | МОН      | КАН    | ЕВР      | ФРА тест | ВЕЛ    | ГЕР | ВЕН | ИТА      | США      | ЯПО      |          |          |     | —     | 0    |
| 2005  | Джордан     | Jordan EJ15      | Тойота    | B | АВС | МАЛ | БАХ | САН | ИСП      | МОН      | ЕВР тест | КАН    | США      | ФРА      | ВЕЛ    | ГЕР | ВЕН | ТУР      | ИТА      | БЕЛ      | БРА      | ЯПО      | КИТ | —     | 0    |
| 2006  | Супер Агури | Super Aguri SA05 | Хонда     | B | БАХ | МАЛ | АВС | САН | ЕВР Сход | ИСП Сход | МОН 16   | ВЕЛ 18 | КАН Сход | США Сход | ФРА 16 |     |     |          |          |          |          |          |     | 27    | 0    |
| 2006  | Супер Агури | Super Aguri SA06 | Хонда     | B |     |     |     |     |          |          |          |        |          |          |        | ГЕР | ВЕН | ТУР тест | ИТА тест | КИТ тест | ЯПО тест | БРА тест |     | 27    | 0    |